# WeTransfer
WeTransfer — облачный сервис передачи компьютерных файлов. Компания была основана в Амстердаме (Нидерланды) Басом Беренсом и Налендом. Базовая услуга бесплатна с отличными функциями для премиум-аккаунтов. Бесплатные пользователи могут отправлять файлы размером до 2 ГБ.
WeTransfer «Plus» поддерживает передачу файлов до 20 ГБ и предлагает такие функции, как защита паролем, настройка канала и 100 ГБ хранилища.
С 11 марта 2022года компания временно прекратила свою деятельность в РФ и РБ.